# Isaiah Hartenstein
Isaiah Hartenstein (Eugene, Oregon, 1998. május 5.) amerikai születésű német válogatott kosárlabdázó, a National Basketball Associationben (NBA) szereplő Oklahoma City Thunder csapatában játszik.
Mielőtt az NBA-ben játszott, Hartenstein megfordult Németországban, majd Litvániában is. A Zalgiris Kaunas csapatával 2017-ben litván bajnokságot nyert. Miután 2017-ben elhagyta Litvániát, a Houston Rockets a 43. helyen választotta ki a 2017-es NBA-drafton, de az NBA-ben csak a későbbi szezonban debütált. Hartenstein játszott a Denver Nuggets, a Cleveland Cavaliers, a Los Angeles Clippers és a New York Knicks csapataiban is. Emellett játszott a német kosárlabda-válogatottban is.

## Statisztika

### NBA

#### Alapszakasz
| Év        | Csapat                | JM  | KM  | JP/M | MG%  | 3P%  | BD%  | LP/M | GP/M | L/M | B/M | P/M  |
| --------- | --------------------- | --- | --- | ---- | ---- | ---- | ---- | ---- | ---- | --- | --- | ---- |
| 2018–2019 | Houston Rockets       | 28  | 0   | 7,9  | .488 | .333 | .786 | 1,7  | 0,5  | 0,3 | 0,4 | 1,9  |
| 2019–2020 | Houston Rockets       | 23  | 2   | 11,6 | .657 | .000 | .679 | 3,9  | 0,8  | 0,4 | 0,5 | 4,7  |
| 2020–2021 | Denver Nuggets        | 30  | 0   | 9,1  | .513 | —    | .611 | 2,8  | 0,5  | 0,4 | 0,7 | 3,5  |
| 2020–2021 | Cleveland Cavaliers   | 16  | 2   | 17,9 | .582 | .333 | .686 | 6,0  | 2,5  | 0,5 | 1,2 | 8,3  |
| 2021–2022 | Los Angeles Clippers  | 68  | 0   | 17,9 | .626 | .467 | .689 | 4,9  | 2,4  | 0,7 | 1,1 | 8,3  |
| 2022–2023 | New York Knicks       | 82  | 8   | 19,9 | .535 | .216 | .676 | 6,5  | 1,2  | 0,6 | 0,8 | 5,0  |
| 2023–2024 | New York Knicks       | 75  | 49  | 25,3 | .644 | .333 | .707 | 8,3  | 2,5  | 1,2 | 1,1 | 7,8  |
| 2024–2025 | Oklahoma City Thunder | 57  | 53  | 27,9 | .581 | .000 | .675 | 10,7 | 3,8  | 0,8 | 1,1 | 11,2 |
| Karrier   | Karrier               | 379 | 114 | 19,5 | .592 | .255 | .613 | 6,4  | 2,0  | 0,7 | 0,9 | 6,8  |

#### Rájátszás
| Év      | Csapat          | JM | KM | JP/M | MG%   | 3P%  | BD%  | LP/M | GP/M | L/M | B/M | P/M |
| ------- | --------------- | -- | -- | ---- | ----- | ---- | ---- | ---- | ---- | --- | --- | --- |
| 2019    | Houston Rockets | 2  | 0  | 1,1  | 1.000 | —    | —    | 0,5  | 0,0  | 0,0 | 0,0 | 2,0 |
| 2023    | New York Knicks | 11 | 0  | 20,0 | .478  | —    | .750 | 4,6  | 1,3  | 0,8 | 1,4 | 3,1 |
| 2024    | New York Knicks | 13 | 13 | 29,8 | .592  | .500 | .864 | 7,8  | 3,5  | 0,3 | 0,9 | 8,5 |
| Karrier | Karrier         | 26 | 13 | 23,4 | .574  | .500 | .816 | 5,9  | 2,3  | 0,5 | 1,0 | 5,7 |

### Európa
| Év        | Csapat          | JM | JP/M | MG%  | 3P%  | BD%  | LP/M | GP/M | L/M | B/M | P/M  |
| --------- | --------------- | -- | ---- | ---- | ---- | ---- | ---- | ---- | --- | --- | ---- |
| 2015–2016 | Artland Dragons | 14 | 24,0 | .479 | .425 | .543 | 8,9  | 1,4  | 1,6 | 2,1 | 11,6 |
| 2016–2017 | Žalgiris Kaunas | 29 | 12,2 | .490 | .286 | .705 | 3,5  | 0,7  | 0,9 | 0,6 | 4,7  |
| Karrier   | Karrier         | 43 | 18,1 | .485 | .356 | .624 | 6,2  | 1,1  | 1,3 | 1,4 | 8,2  |